# عملية أناكوندا
كانت عملية أناكوندا قد تمت في أوائل مارس 2002. حاول ضباط المخابرات المركزية الأمريكية (CIA)، بالتعاون مع حلفائهم، بتدمير القاعدة وطالبان. أجريت العملية في وادي شاه كوت وجبال أرما جنوب شرق زورمات. كانت هذه العملية أول معركة واسعة النطاق في حرب الولايات المتحدة في أفغانستان منذ معركة تورا بورا في ديسمبر 2001. وكانت هذه العملية الأولى في المسرح الأفغاني لإشراك عدد كبير من القوات الأمريكية التقليدية (أي غير العمليات الخاصة).و القوات المشاركة في أنشطة القتال المباشر.
بين 2 مارس و 16 مارس 2002، اشتبك 1700 جندي أمريكي من القوات الأمريكية و 1000 ميليشيا أفغاني مواليا للحكومة ما بين 300 و 1000 من مقاتلي القاعدة وطالبان للحصول على السيطرة في الوادي. أطلقت قوات طالبان والقاعدة قذائف الهاون والمدافع الرشاشة الثقيلة من مواقع متحصنة في الكهوف والتلال من التضاريس الجبلية ضد القوات الأمريكية في محاولة لتأمين المنطقة. وقاد قائد طالبان الأفغانية مولوي سيف الرحمن منصور ولاحقا تم تعزيز طالبان للانضمام إلى المعركة. وقدرت القوات الأمريكية قوة المتمردين في وادي شاه -كوت بـ 150 إلى 200، لكن معلومات لاحقة تشير إلى أن القوة الفعلية كانت من 500 إلى 1000 مقاتل. وقدرت القوات الأمريكية أنها قتلت ما لا يقل عن 500 مقاتل خلال فترة المعركة، إلا أن الصحفيين لاحظوا لاحقاً أنه تم العثور على 23 جثة فقط، وأشار النقاد إلى أنه بعد يومين، كانت العملية «مدفوعة أكثر من هوس وسائل الإعلام، أكثر من الجيش».

## الخلفية
تمتد شاه كوت (التي تُترجم على أنها «مكان الملك») بطول 9 كم و 5 كيلومترات في أوسع نقطة لها. وتتكون من منطقتين متميزتين، هما الجزء السفلي والعلوي اللذان يعملا بشكل متوازٍ مع بعضهما البعض. في الجزء السفلي تهيمن العديد من الجبال المهيبة على المناظر الطبيعية. ومن أهمها تاكور غار في الطرف الجنوبي الشرقي من الوادي. إلى الشمال الشرقي هو تسابار غار، الذي يسيطر على المدخل الشمالي للوادي. خلال الحرب السوفيتية-الأفغانية، كان زعيم المجاهدين مالاوي نصر الله منصور مسؤولاً عن الوادي ودعا الجهاديين الأجانب إلى تأسيس أنفسهم في منطقة شهيبوت السفلى. قام منصور بتحصين الوادي، وحفر أنظمة الخنادق، وبنا الملاجئ، وإطلق مواقع إطلاق النار في الخطوط، التي سيوضع العديد منها موضع التنفيذ خلال العملية.
في فبراير 2002، بدأ محلل استخبارات في القوات الخاصة يعمل لدى فرقة العمل باوي في تحديد الأنماط التي دفعته إلى الاعتقاد بأن قوات القاعدة الباقية كانت تحشد في وادي شاهيكوت الأدنى، الذي يقع على بعد 60 ميلاً إلى الجنوب من غارديز. في شاهيبوت السفلى الأراضي القبلية الباكستانية حيث يعتقد أن العديد من مقاتلي القاعدة قد هربوا من تورا بورا. آخرون في AFO و CIA كانوا يجرون نفس العلاقة. وأشارت إشارات متزايدة وذكاء بشري إلى وجود قوي لمقاتلي طالبان والقاعدة في وادي شاه -كوت، ويعتقد أن ما يقرب من 150 إلى 200 مقاتل يشتكون وربما يستعدون لهجوم الربيع في الوادي. كما أثارت ذكاء الإشارة إمكانية وجود أهداف عالية القيمة (HVTs) في الوادي من بينها جلال الدين حقاني وسيف رحمن. في أواخر يناير وفبراير، وضعت الخطط للاعتداء على وادي شاه كوت باستخدام القوات العسكرية الأفغانية (AMF) تم نصحها ومساعدتها من قبل المشغلين الخاصين في الولايات المتحدة. الميجور جنرال فرانكلين ل. هاجينبك، قائد، والجبهة المشتركة لفرقة القوة، وكانت في قيادة العملية. دعت الخطة إلى هجوم على الوادي، إلى جانب وحدات موضوعة في الجبال إلى الشرق لمنع الهروب إلى باكستان. كان التوقع هو أن المقاتلين، كما في حالة تورا بورا قبل عدة أشهر، سوف يفرون في وجه الاعتداء وأن مجموعات المحصّرين ستكون قادرة ببساطة على تقريبهم.
تقرر استخدام المشاة التقليدية الأمريكية. كانت القوات المستخدمة، المؤلفة من فوج المشاة 187 («راكاسان») من الفرقة 101 المحمولة جوا، بقيادة العقيد فرانك فيرسينسكي، وجنود الكتيبة الأولى، فوج المشاة 87، الفرقة الجبلية العاشرة، بقيادة المقدم بول لاكاميرا، يتم إدخالها بواسطة طائرات من طراز بوينغ سي إتش-47 شينوك، مدعومة بـ 6 طائرات هليكوبتر من طراز إيه إتش-64 أباتشي وتأمين مواقع الإغلاق. وتمشياً مع الاستراتيجية القائمة في أفغانستان، ستقدم وحدات القوة الجوية التابعة للولايات المتحدة الدعم في مجال الحرائق، بدلاً من المدفعية. تم توفير المزيد من الدعم الجوي من قبل وحدات البحرية الأمريكية وداسو میراژ 2000ان للقوات الجوية الفرنسية. كانت كمية الأصول التقليدية المسموح بها في أفغانستان محدودة من قبل القيادة المركزية للولايات المتحدة (CENTCOM) وقيادة الدفاع المدني. وتوقعت الخطة النهائية وجود قوتين رئيسيتين هما: تي إف ھاممر وتي إف سندان. تألفت تي إف ھاممر من AMF والمشغلين الخاصين كجهد أساسي للاعتداء على وادي شاه كوت. كان هدفهم هو دخول الوادي من الشمال، والاعتداء عبر قرى سيرخانكيل ومرزاك، حيث أشارت المخابرات إلى أن العدو كان مركَّزًا، وأنهم يهاجمون العدو في مواقع حجب قوات حرس الحدود. تألفت تي إف سندان و1-87 لوضع مواقف حجب ومنع قوات العدو من الفرار. وكان من المقرر أن تقوم فرق العمليات الخاصة التابعة لتفوضية القوات المسلحة الأفغانية بقيادة المقدم بيت بلابير بتقديم استطلاع ميداني في وادي شاه -كوت للقيام بهذه العملية.
نجح الأفغان في هزيمة الجيش السوفييتي مرتين في هذا الوادي، وكانوا يتوقعون أن تبرز الأحداث بطريقة مماثلة.

## المقدمة
كانت العملية مكونة من عناصر: فرقة عمل الخنجر: المساعدات الإنمائية الرسمية من SFG 5، المجموعة B ، الكتيبة الثانية، 160 SOAR .و AMF (قوات الميليشيا الأفغانية): القائد ضياء (فرقة العمل المطرقة)، وكميل خان وزاكيم خان (فرقة العمل سندان). فرقة العمل راكاسان: اللواء الثالث، الفرقة 101 المحمولة جواً، الكتيبتان الأولى والثانية من فوج المشاة 187، الكتيبة الأولى، فوج المشاة 87، الفرقة الجبلية العاشرة. فرقة عمل كوماندوز: اللواء الثاني، قسم الجبل العاشر، الكتيبة الرابعة، فوج المشاة الثالث والثلاثين، الكتيبة الثالثة، المشاة الكندية الخفيفة للأميرة باتريشيا. فرقة العمل سرب 64: 1، فوج الخدمة الجوية الأسترالية الخاص. فرقة العمل K-Bar: ODAs من SFG الثالث. فرقة العمل باوي: AFO (المكونة من وحدة استطلاعية من 45 رجلاً دلتا وتمت زيادتها من قبل مجموعة مختارة من مشغلي DEVGRU المتخصصين ويدعمها خبراء فنيون من ISA ، أجرت AFO استطلاعات سرية عادة ما ترسل فرق صغيرة أو 3 أفراد مشياً على الأقدام أو على ATVs ، نشر نقاط مراقبة لمراقبة الحركات والأرقام الخاصة بالأعداء والإبلاغ عنها وكذلك الاستطلاع البيئي). فرقة عمل السيف / 11: ماكو 30 و 31 و 21، فرقة العمل الزرقاء.
فرق SOF من فرقة المهام K-Bar ووحدة حربية 64، والتي تضمنت: فريق Seay من فريق سيال 2، والقبعات الخضراء من SFG الفرقة الثالثة، والفرقة المشتركة للجيش الكندي 2 (JTF2)، وقيادة القوات الخاصة للجيش الألماني (KSK)، وحدات القوات الخاصة النرويجية (قيادة القوات المسلحة الخاصة،FSK) و (قيادة البحرية هنتر،MJK)، وعناصر من فوج الخدمة الجوية الأسترالية الخاص والخدمة الجوية النيوزيلندية الخاصة، فضلا عن الكوماندس الهولندية Commandotroepen والقوات الدنماركية الخاصة من Jægerkorpset. تم إدراج هذه الفرق في الحواف الخارجية للوادي لقطع أي هروب.
الوحدات الأخرى التي شاركت هي 159th أفنت ريجت، 75th فوج الحراسة، [16] تم قيادة العمليات الخاصة المشتركة وقسم الأنشطة الخاصة لوكالة المخابرات المركزية والمارينز الملكية البريطانية من قبلهم.
في مرحلة التخطيط للعملية، استبعد قائد قوة دلتا، LTC بيت Blaber أي تسلل طائرات هليكوبتر من AFOs في المنطقة وليس لتنبيه الإرهابيين في الوادي. بالإضافة إلى عمليات AFOs التي تقوم باستطلاع الطرق إلى داخل وحول الوادي على مركبات بولاريس ATVs المعدلة (غالبًا في ظروف الطقس السيئة على التضاريس الصعبة)، فريقان (يُطلق عليهما الهند وجولييت) مع 3 و 5 اشخاص (على التوالي) من مجموعة دلتا ذوي الخبرة العالية من ارتفعت أسرابهم وقوات المراقبة إلى أعلى في الجبال ووديان شاهيكوت، في كثير من الأحيان في ظروف جوية قاسية، لإجراء الاستطلاع البيئي. تم تغذية ذكائهم الحيوي إلى AFO وسيثبت أنه لا يقدر بثمن بمجرد بدء العملية. في 28 فبراير، عشية العملية، تم اختراق ثلاثة فرق من منظمة AFO في الوادي، وكانت واحدة من الاسم الرمزي جولييت مكونة من 5 اشخاص من مجموعة دلتا مع متخصص في استخبارات الإشارات من ISA ، ودخلت الوادي على ATVs من الشمال، قادت المركبات خلال الليل في ظروف جوية قاسية، وفي النهاية الوصول إلى إخفاء سري على الجانب الشرقي من الوادي. وقام فريق آخر يحمل الاسم الرمزي بالهند، يتألف من ثلاثة اشخاص من مجموعة دلتا ومشغلاً معتمداً لـ ISA ، وسار في الوادي من خلال نفس الظروف إلى مخبأ في جنوب غرب الوادي، يُعرف باسم «هوك السمك». كان الفريق النهائي معروفًا باسم ماكو 31، وكان مؤلفًا من ثلاثة أختام من DEVGRUs Recce Squadron ، وهي وحدة تحكم Combat تابعة للقوات الجوية الأمريكية، ومشغِّل لـ EOD للبحرية الأمريكية. تسللوا إلى المنطقة سيرا على الأقدام عبر الحافة الجنوبية للوادي لإنشاء موقع للمراقبة على إحدى التضاريس المعروفة باسم «الاصبع». كُلّفَتْ الفرق الثلاثة جميعها بتأكيد قوّة العدو وتصرفاته بما في ذلك مواقع مضادة للطائرات، لضمان أن مراكز الراكاسانيين HLZs المعيّنة كانت خالية من العوائق وتوفير التوجيه الطرفي للدعم الجوي قبل وأثناء إدخال القوات التقليدية. كما أدخلت فرق SOF من فرقة العمل K-Bar ووحدة حربية 64 إلى الوادي لإنشاء مراكز مراقبة، والتي بحسب المخطط الأمريكي «يجب أن تكون قابلة للاستمرار، وأن تكون قادرة على الاستطلاع الجيد، وتغطي طرق الهروب المحددة أو» خطوط الفئران «إلى باكستان».

## المعركة

### 1 مارس 2002
عثر ماكو 31 على مجموعة من المقاتلين الأجانب الذين قاموا بتأسيس موقع وكانوا يقومون بتدريب مجموعة DShK HMG على القمة حيث كانوا يخططون لإنشاء مركز مراقبة. إذا لم يتم قتالهم قبل ذلك فإنه يمكن أن تطلق النار علي طائرات من طراز شينوك تحمل القوات التقليدية، خططت سيال لنصب كمين للعدو في ظلام ما قبل الفجر قبل تدفق الراكاسانيين في الوادي. ومع ذلك، تم رصدهم من قبل متمرد أوزبكي وإطلاق قتال قصير، مما أسفر عن مقتل 5 من أصل 7 مقاتلين أجانب، حيث انضم متمرد آخر إلى القتال بإطلاقه الرصاص من رشاش بي كي، وقام الفريق بكسر الاتصال وجلب طائرة لوكهيد إيه سي-130 التي دمرت معسكر العدو جولات من عيار 105 ملم.

### 2 مارس 2002
تبدأ فرق القناصة الكندية والأمريكية والقوات الأفغانية في اجتياح منطقة وادي شاه كوت لاجتثاث قوات المتمردين التي تعيد تجميع صفوفها في الوادي بعد سقوط نظام طالبان.

#### تي إف ھاممر/تي إف سندان

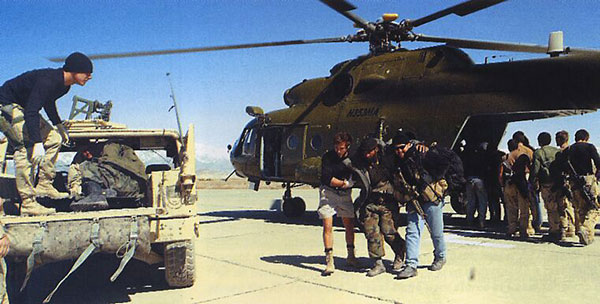
القوات الخاصة الأمريكية تساعد قوات التحالف الشمالي بعيدًا عن مروحية هيبي من طراز ميل مي-17 تعمل بالسي آي إيه في قاعدة بغرام الجوية

حوالي منتصف اللیل، قامت وحدات تي إف ھاممر بتحمیل مرکباتھا وترك قاعدتھا في غرديز في 33°35′58″N 69°13′44″E / 33.59944°N 69.22889°E للوصول الي وادي شاھ - کوت. تألفت تي إف ھاممر من قوة كبيرة من الميليشيات الأفغانية بقيادة ضياء لودين والفريقان الخاصان بالقوات A في كل من تكساس. كان الطريق في حالة سيئة ومصاعب. وأصيب عدد من الجنود بعد أن انقلبت شاحنات جلجلتهم، وأمر القادة الشاحنات باستخدام المصابيح الأمامية، مما أدى إلى تدمير أي عنصر من عناصر المفاجأة. ومع استمرار تي إف ھاممر، عانت من نقص تماسك الوحدة بسبب صعوبات النقل. انقسمت قافلة يقودها قائد ضابط الجيش ستانلي ل. هاريمان من مجموعة القوات الخاصة الثالثة من قوة هام تيرم الرئيسية للوصول إلى نقطة المراقبة المعينة. جريم 31، كانت هناك طائرة من طراز لوكهيد إيه سي-130 التي توفر الدعم للحرائق والاستطلاع للهجوم، رصدت قافلة هاريمان، وبسبب الفشل في نظام الملاحة بالقصور الذاتي، اعتقدت أنها في موقع بعيد عن القوات الصديقة (كان هذا بسبب مشكلة مع لوحات "glint" التي كان يجب تحديدها على أنها قافلة أمريكية. اشتبك العمود 31، مما أدى إلى مقتل هاريمان وجرح العديد من الميليشيات الأفغان والقوات الخاصة الأمريكية.
وصلت الجثة الرئيسية لـ تي إف ھاممر إلى نقطة اعتداء قبل حوالي الساعة 06:15 وانتظرت القصف الجوي المتوقع لـ 55 دقيقة لمواقع العدو. ويعني سوء الاتصال بين قيادة تكساس 14 والقيادة العليا أن القصف لم يكن شاملاً وتألف من ست قنابل. كان هذا بسبب وجود قنابل عالقة في خليج إطلاق بي-1 لانسر التي كانت على قصفها. انتظرت الطائرة التالية في الخط ل بي-1 لانسر لتلقي الإذن بالتخلي عن القنبلة والذهاب مرة أخرى. وخلال هذا الوقت، زعم كل من طائرتي ماكدونيل دوغلاس إف-15 إي سترايك إيغل الإضافيتين أنهما تلقيا نداء «قرقعة» يوجههما لوقف القصف. أقر أحد الطيارين من الطائرتي من طراز ماكدونيل دوغلاس إف-15 إي سترايك إيغل لاحقًا بأن هذا قد يكون عبارة عن اتصال يوجه Grim-31 لإيقاف إطلاق النار. هذا النقص في الدعم الجوي أدى إلى تراجع معنويات الأفغان وإحباط القوات الخاصة. تم تدمير المقاتلين الأفغان، في الشاحنات، بنيران الهاون المسجلة مسبقا لضرب نقاط ثابتة على الطريق. عانى الأفغان من 40 أو أكثر من القتلى والجرحى. عند هذه النقطة أصبح من الواضح أن مقاتلي القاعدة كانوا يتوقعون هجومًا. توقف هجوم تي إف ھاممر عن الدخول إلى الوادي، بسبب الأسلحة الصغيرة الثقيلة غير المتوقعة وقذائف الهاون، إلى جانب عدم وجود دعم جوي قريب متوقع. تم تكليف هذه الأصول بدلا من ذلك إلى قوات تي إف سندان.

#### تي إف راكاسان

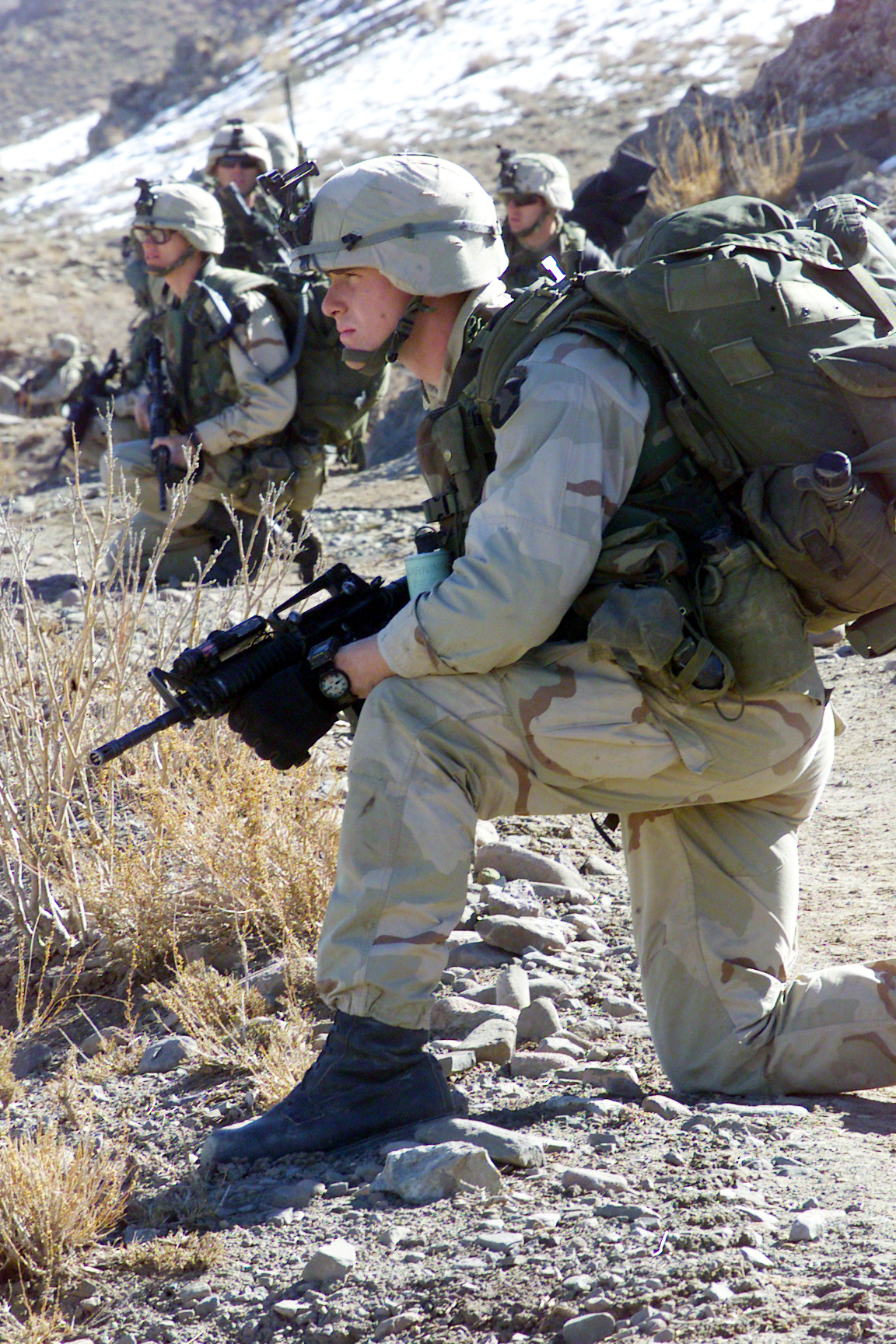
جندي من الكتيبة الأولى ، فوج المشاة 187 ، الفرقة 101 المحمولة جوا (الهجوم الجوي) ، يأخذ الركبة ويراقب حركة العدو خلال التوقف في مسيرة الطريق خلال عملية أناكوندا ، مارس 2002.

في الساعة 6:30، هبطت الموجة الأولى من قوات راكاسان وجبل الجبال عبر مروحية من طراز شينوك على طول الحواف الشرقية والشمالية للوادي في انتظار المقاتلين الفارين في مواقعهم المعطلة. بدا أن الإرهابيين قد فوجأوا ولم يطلقوا النار على طائرات شينوك، ومن المحتمل أن يكونوا قد صرفوا انتباههم عن طريق تقدّم «هامر» أو التواصل غير الفعال بين المقاتلين الأجانب . وأطلقت اللقطات الأولى للمشاة على مواقع أمنية حول منطقة HLZ حيث انطلقت طائرات شينوك وغادرت. وتعرضوا للنيران على الفور تقريبا بعد أن هبطوا في طريقهم إلى أهدافهم، وظلوا معزولين بإطلاق نيران مدافع الهاون الثقيلة وحارستهم معركة نارية شرسة طوال اليوم. حاولت الطائرات العمودية من طراز أباتشي قمع فرق المورتر للعدو، لكنها اصطدمت بجدار من آر بي جي ونار من عيار 12.7 ملم، حيث خسرت القوات طائرة أباتشي. فبدلاً من 150 إلى 200 مقاتل في الوادي كما كان متوقعًا، أفاد تقييم ما بعد أن المنطقة تحتوي على 750 إلى 1000 إرهابي محفورًا على الأرض المرتفعة حول الوادي. استخدم المسلحون البنادق المضادة للطائرات ZPU-1 ودوشكا ونيران الأسلحة الصغيرة ضد المروحيات الهجومية التي تدعم الراكاسانيين.

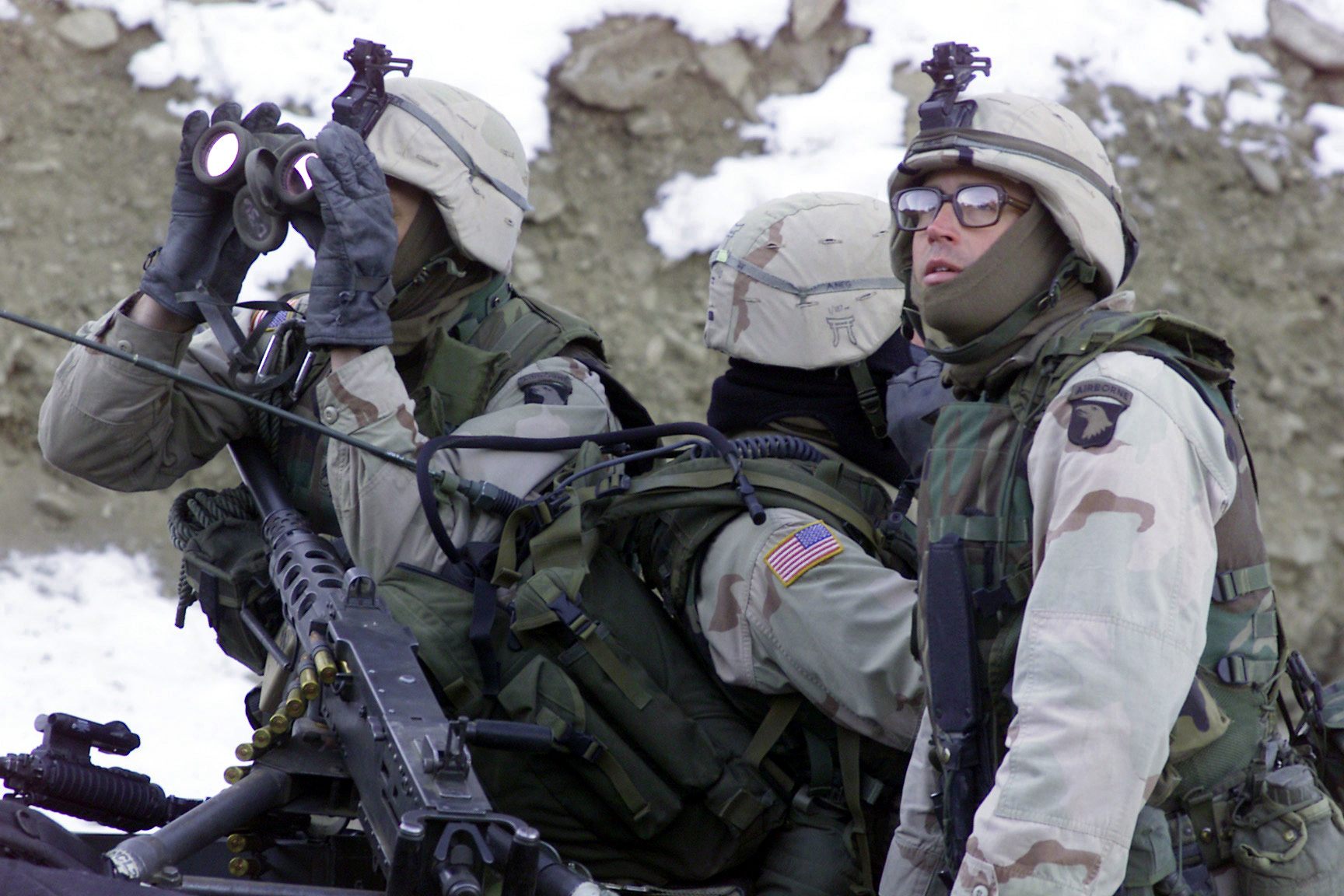
جنود من الكتيبة الأولى ، فوج المشاة رقم 187 ، الفرقة 101 المحمولة جواً ، تفحص خط التماس لقوات العدو خلال عملية أناكوندا ، 4 مارس 2002.

واجهت قوات الكتيبة الأولى، فوج المشاة 87 في مناطق الهبوط الجنوبية (LZs) أعنف المعارك. ثم التقاط الرجال على أرضية الوادي وبدأوا بالقيام بدوريات في الشمال مرة أخرى، ثم تحركوا لمسافة 50 متراً أخرى عندما تم إطلاق صاروخ من طراز آر بي جي على سفح منخفض إلى الشرق. أغلقت هذه الجولة حوالي 10 رجال، بمن فيهم الأستراليان ومعظم القيادة الأمريكية . ثم فتحت AQ مع DShK بينما ركضت القوات على الأرض لتغطية فقط على أرض الوادي في ما أصبح يعرف باسم «التزلج نصف الأسطواني الجحيمي.» أدى الاستقبال الساخن إلى اثنين فقط من الهبوط المقرر للطائرة بوينغ سي إتش-47 شينوك الثمانية في LZ. في هذه المشاركة، قاد الرقيب أندريه روبيل، والأخصائي ويليام جيراشي، الذي تم نقله مؤخرا من مفرزة مراقبة المدى الطويل التابعة للفرقة، الفرقة التي تحت النار إلى خط أحمر فوق «هالفبيبي». كان روبل قادرا على قتل مراقب العدو وهو يطلق نيران الهاون على «الهارببايب»، وكان هو وفريقه يستطيعون رؤية التضاريس المحيطة. حصل روبل لاحقا على ميدالية النجمة البرونزية مع جهاز Valor لأفعاله. وتوقع قدرة محدودة جدا للعدو غير المباشر للنيران يعني أنه تم جلب فقط قذيفة هاون واحدة عيار 120 ملم في الموجة الأولى. تم توفير الدعم الأساسي للحريق للقوات من قبل اثنين من ماكدونل دوغلاس إيه إتش-64 أباتشي من الكتيبة الثالثة، فوج الطيران 101، لواء الطيران 159 («هجوم النسر»). ودمرت بعض طائرات أباتشي في مواقع العدو التي تضايق القوات الأمريكية والأفغانية، لكن المتمردين بدأوا إطلاق قذائف صاروخية آر بي جي في الهواء بشكل متعمد، حتى عندما ينفجرون تلقائيًا عند 920 م للقبض على المروحيات في رشقات نارية (تكتيك تم تعلمه في الحرب السوفيتية الأفغانية). وقد تضررت الأباتشي في وقت مبكر من اليوم، واضطرت واحدة من أباتشي للعودة إلى القاعدة عندما دمر آر بي جي الجانب الأيسر، تم إرسال شظايا من خلال هيكل الطائرة. والمزيد من جولات آر بي جي والدراجات DShK .
على الرغم من المعارضة الشديدة، تمكنت قوة المهام راكاسان من تأمين مواقع حجبها إلى الشمال بحلول منتصف الصباح. خاضت تي إف راكاسان وتي إف ھاممر قتالاً طوال اليوم مع فرق AFO التي استهدفت غارات جوية متواصلة على مواقع القاعدة بينما قام Apaches بحماية الراكاسن على أرض الوادي. كان إحباط AFO الوحيد هو أن الراكاسن ETAC / JTAC لها الأولوية للدعوة في الغارات الجوية على طلبات AFOs وفرق استطلاع SOF الأخرى داخل وحول الوادي. مُنح مارتن سيجل «جوك» والاس، من فوج الخدمات الجوية الأسترالية الخاص، وسام الكياسة لأفعاله أثناء القتال. عندما تعرض فريق مدفع الهاون من فرقة المشاة 1-87 لقصف بقذائف الهاون من العدو، وضع والاس نفسه في طريق الأذى، حيث قام بجمع بعض الجرحى عن طريق جرهم إلى المناطق الامنة، ثم ارتدوا جراحهم مع ضابط ارتباط آخر تابع لـ SASR. وعلى مدار اليوم، ساعدت وحدات التحكم في الهواء والمقاتلات التابعة للقوات الخاصة التي تسللت إلى المنطقة في اليوم السابق في توجيه ضربات جوية من طائرات بي-1 لانسر وبي-52 ستراتوفورتريس وإف-15 إيغل وإف/إيه-18 هورنت وجنرال دايناميكس إف-16 فايتينغ فالكون، والتي احدثت خسائر كبيرة على مقاتلي طالبان والقاعدة، ولكن ليس بإسكاتهم بأي حال من الأحوال. بعد ما يقرب من تجاوز موقفهم ، كان الرجال في LZs الجنوبية في وضع يائس ، وتعلق طوال اليوم وقلت الذخيرة. وجاء الخلاص بعد حلول الظلام على شكل طائرة حربية من طراز لوكهيد إيه سي-130، على عكس الطائرات ذات الحركة السريعة خلال النهار ، تمكنت من التسكع على المنطقة وتوفير قوة نيران مستدامة حتى يمكن نقل الرجال جواً تحت غطاء من الظلام ؛ عانت المجموعة من 35 جريحًا ولم يقتل أحدًا.

### 3 مارس و 4 مارس 2002

#### معركة تاكور غار
في وقت متأخر من مساء 3 مارس ، تلقى الليفتنانت كولونيل بلابير إخطاراً من العميد غريغوري تريبون ، قائد فرقة العمل 11، بأن فريقي حرائق من القوات الخاصة بقيادة اللواء فيكتور هايدر سيُدرجان في وادي شاه كوت. خطط الفريقَي بإطفاء الحرائق ، ماكو 30 وماكو 21، لإنشاء نقطة مراقبة على طرفي الوادي. انتقل أحد الفريقين إلى ذروة تاكور غار ، التي كانت تقود النهج الجنوبي إلى وادي شاه كوت. نظراً لضيق الوقت ، كان هناك حاجة إلى إدخال مروحية لكي يصل الفرق إلى الذروة قبل الفجر. طلبت شركة LCDR Hyder تخويلًا لتحويل الإضافة 24 ساعة إلى المساء التالي ولكن تم توجيهها إلى أن الإدراج أمر بالغ الأهمية بالنسبة إلى SOF التي تقدم الدعم للعملية. في الأصل ، تم تحديد نقطة إدخال 1,400 متر (1500 ياردة) إلى الشرق من الذروة ، ولكن بسبب قيود زمنية لا يمكن السيطرة عليها ، أجبرت فرقة ماكو 30 على إدخالها إلى الذروة نفسها. على الرغم من أن جميع الصور العلوية لم تظهر أي علامات للحياة على قمة تاكور غار ، أعطت شركة LCDR Hyder للفريق التوجيه النهائي لكل إجراء موحد أنه إذا شوهدت أي علامات ، فسيتم إحباط المهمة.
تم إلقاء القبض على فريق إطفاء الحرائق ، ماكو 30، بواسطة مروحية من طراز بوينغ سي إتش-47 شينوك، في 23:23 يوم 3 مارس. ومع ذلك ، واجهت بوينغ سي إتش-47 شينوك صعوبات في المحرك ، وتم إرسال طائرات من طراز بوينغ سي إتش-47 شينوك جديدة لتحل محل طائرات الهليكوبتر الأصلية. هذا التأخير يعني أن فقمات لا يمكن إدراجها في LZ شرق الذروة حتى 02:30 يوم 4 مارس، الذي لم يسمح الوقت الكافي للوصول إلى الذروة قبل النهار. تم إخطار بلادر أن الفرق أجبرت على الإدراج في الذروة من أجل الوفاء بأمر لزرع ماكو 30 في تلك الليلة ، تم إرسال طائرة من طراز لوكهيد إيه سي-130 ، لاستطلاع الذروة ، ورأى أي نشاط للعدو ، أعلن ان قمة الجبل آمنة. ثم تم استدعاؤها لدعم القوات الأخرى قبل وصول مروحية من طراز بوينغ سي إتش-47 شينوك.
في حوالي الساعة 3:00 صباحاً ، حاولت طائرة شينوك الهبوط فوق الجبل. مع اقترابهم ، لاحظ الطيارون وأصدقاؤها مسارات في الثلج وعلامات أخرى للنشاط البشري الحديث. كما ناقشوا مهمة ممكنة الإجهاض ، تمت مقابلة المروحية بنيران آر بي جي فعالة. ضربت قنبلتان صاروخيتان في المروحية ، وأغلقت أحد محركاتها ، والنظام الكهربائي ، والأنظمة الهيدروليكية وتسببت في سقوط ضابط الصف الأول نيل سي روبرتس من المنحدر المفتوح. حاول رازور 03 العودة إليه واستعادته ، لكن الضرر حال دون السيطرة الصحيحة واضطرت الطائرة إلى التحطم علي الأرض ، على بعد حوالي 4 أميال. عاد رازور 04 إلى الذروة في محاولة لإنقاذ روبرتس . تعرض الفريق للنيران على الفور ، وقتل المراقب العسكري للقوات الجوية الرقيب التقني جون أ. تشابمان وأصيب اثنان من الفريق. تم إجبار ماكو 30 على التوقف عن العمل بسبب النيران الثقيلة والضرر الذي لحق بها. تم استدعاء قوة رد الفعل السريع الموجودة في قاعدة بغرام الجوية والتي يقودها الكابتن نيت سيلف ، للبحث عن أعضاء سيال الذين سقطوا من المروحية ، وهم الآن متفرقين فوق الجبل.
وقررت القيادة في هذا الوقت تغيير الترددات للاتصالات الراديوية الساتلية التي كانت وحدات مختلفة ، بما في ذلك فرق AFO في مواقع الاستطلاع ، تعتمد على إجراء وتهيئة المهمة مع كشف المعركة. أمر أحد الجنرالات المسئولين بشكل عام عن الأحداث التي وقعت في تاخور غار بتبديل الترددات الراديوية لمنع تعديل الخطة. على الرغم من أنه قد يكون الهدف من التغيير هو تعزيز المراقبة المباشرة لإنقاذ SEAL المنهارة على تاكور غار، كان لها تأثير حاسم للحد بشكل كبير من الاتصالات بين الفرق المختلفة المشاركة في المعركة.

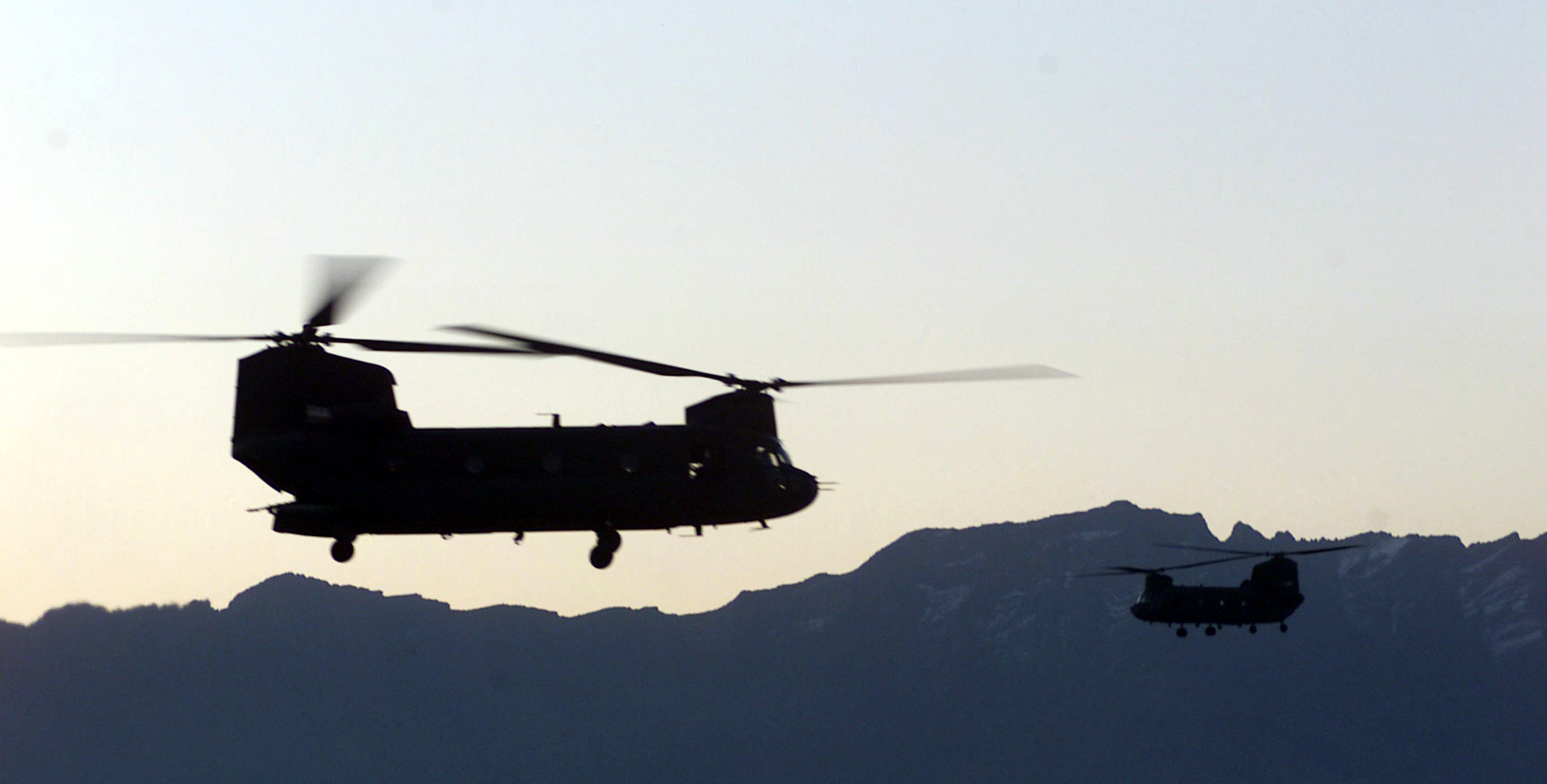
طائرات هليكوبتر طراز Ch-47 من طراز شينوك تقلع في الصباح الباكر لدعم عملية أناكوندا ، مارس 2002.

قام فريق سيال ماكو 30 بإعادة التجمع والنقل من قبل وحدات قريبة إلى طائرات بوينغ سي إتش-47 شينوك للعودة إلى تاكور غار والبحث عن روبرتس. بعد ذلك وجهت طائرة لوكهيد إيه سي-130 لمهاجمة مجموعات كبيرة من المقاتلين الأعداء الذين تعرضوا في الوقت الحالي فوق قمة الجبل ، وذلك قبل دقيقة إلى ثلاث دقائق من موعد وصول سفينة ماكو 30. مع اقتراب طائرات بوينغ سي إتش-47 شينوك من عودتهم ، قام جهاز لوكهيد إيه سي-130 بإذاعة تردد القمر الصناعي الجديد للتأكيد على إطلاق النار. لم يتمكنوا من الحصول على إجابة واضحة من الضابط الذين وصلوا ولم يتمكنوا من التواصل مع فرق AFO. ونتيجة لذلك ، لم يطلقوا النار ، واصتدم الصاروخ طائرة بوينغ سي إتش-47 شينوك اصتداما مشابها للأولى ، وهذه المرة نجحت في هبوط الفريق على الأرض وسط رشاش ثقيل ونيران صاروخية أثناء وقوع بعض الخسائر. وتمكنوا من إقامة اتصالات عبر راديو على خط البصر مع فرق من AFO متمركزة حول تاكور غار ، مستفيدًا من معرفة AFO بحركات العدو في الوقت الحقيقي.
في الساعة 03:45، تم تنبيه قوة الرد السريع من رينجر من قبل DCG إلى المنطقة. على الرغم من أنهم لم يعطوا مهمة محددة ، إلا أنهم قاموا بإنشاء اتصال لمزيد من التعليمات عند الوصول إلى غارديز ، على بعد 10 دقائق من الجبل. تتألف قوة الرد السريع (QRF) من 19 رينجرز ، وهو حزب تكتيكي للتحكم في الهواء (Tacp)، وفريق تكتيكات خاص مكون من ثلاثة أفراد من القوات الجوية الأمريكية تحمله طائرتان من طراز بوينغ سي إتش-47 شينوك تسميان رازور 01 ورازور 02. حيث منعت قواعد القوة الجوية طائرات لوكهيد إيه سي-130. من البقاء في المجال الجوي العدائي في وضح النهار بعد تحطم طائرة من طراز لوكهيد إيه سي-130 في الخفى في حرب الخليج ، اضطر دعم طائرات لوكهيد إيه سي-130 لحماية ماكو 30 إلى المغادرة قبل وصول رازور 01 إلى LZ ، على الرغم من أن القيادة كانت تدرك أن رازور 01 كانت واردة. ولسوء الحظ ، لم تكن أجهزة رازور شينوك مزودة بأجهزة راديو ساتلية تعمل من أجل الحفاظ على التواصل مع المقر الرئيسي في قاعدة بغرام، أو حتى بشكل أكثر مباشرة ، ومما يؤسف له أيضاً أن طيار رازور 01 لم يتم إخباره عن موقع العدو المضاد للطائرات فوق الجبل. بسبب صعوبات الاتصالات عبر الأقمار الصناعية ، تم توجيه رازور 01 عن طريق الخطأ إلى LZ في الذروة عند 33°20′34″N 69°12′49″E / 33.34278°N 69.21361°E. وبسبب هذا ، طار رازور 01 إلى نفس مصيدة العدو التي نقلتها القوات إلى الفضاء ، حيث لم يتمكن أحد من إيصال حقيقة الوضع.
في حوالي الساعة 6:10 صباحًا ، وصل رازور 01 إلى منطقة الهبوط. بدأت الطائرة على الفور بإطلاق النار ، وقتل البرج الأيمن ، وهو الرقيب فيليب سفيتاك ، بنيران الأسلحة الصغيرة. ثم قصفت قذيفة صاروخية علي المروحية ، مما أدى إلى تدمير المحرك وإجباره على التحطم في الأرض. مع خروج فريق رينجرز وتكتيكات خاصة من الطائرة ، قام الجندي من الدرجة الأولى الخاصة بماتاس ، الذي تم ترقيته بعد وفاته إلى العريف ، بالرقيب براد كروس ، والأخصائي مارك أندرسون. استغرق الطاقم على غطاء قيد حياته بالقوة والرد السريع في تلة وبدأت معركة نارية شرسة. رازور 02، التي تم تحويلها إلى باسم جاردز، رازور 01 كانت تهبط على تاكور غار ، ثم عادت مع البقية واللفتنانت كوماندر حيدر في 06:25. وبمساعدة القادمين الجدد والدعم الجوي القريب ، تمكنت القوة من تعزيز موقعها في القمة. تحرك 2 Chalk في جبل QRF إلى الأعلى لمساعدة Chalk 1. في الوقت الذي قدمت فيه الطائرات الجوية حريقًا قمعيًا على قمة الجبل باستخدام مسدسات فردية منذ أن كان موكا 30 علي بعد 100 متر (110 ياردة) شمال الذروة و Chalk 1 مع الطائرة الساقطة بوينغ سي إتش-47 شينوك علي بعد 100 متر جنوب الذروة. رأى حيدر الحاجة إلى مساعدة ماكو 21 الذين كانوا في ذلك الوقت قد قُتلوا ماعدا اثنان من الجرحى ، أحدهما غير متنقل. كان من الواضح من وجهة النظر هذه أنهم من القوات الصديقة لمواقع العدو كانوا يمنعوا قوة نيران القمع الكافية من استخدامها بسبب الخطر القريب من كل من موكا 30 و Chalk 1. قام حيدر بتوجيه قائد Chalk 2 لمواصلة مهمة الجبل وتحركت الفرقة ، بمفردها ، للارتباط بـ موكا 21 من أجل مساعدة حركة هذا الفريق بعيدًا عن الذروة ، وبالتالي خلق وضع أفضل للأصول الجوية لدعمها بالنار. هجمت هجمة مرتدة للعدو في منتصف النهار قاتلة أحد كبار الطيارين جيسون د. كننغهام ، بارايسكويمان. تم رفض الجرحى الإيفاء خلال ساعات النهار بسبب خطر سقوط طائرة هليكوبتر أخرى. انتقل حيدر إلى أسفل الجبل مع جرحاه. من خلال التهديد بعناصر استجابة العدو القريبة ، وانخفاض حرارة الجسم وصدمة الجرحى ، وعبور ما يقرب من 30 شخص "من الثلوج في التضاريس الشديدة ، وجد ماكو 21 موقعًا مناسبًا لطائرة بوينغ سي إتش-47 شينوك. أنشأ فريق سيال الدفاعات وحاول تدفئة الجرحى ، وانتظر الظلام عند محاولة الانتعاش.
وقد تسلل جنود القوات الجوية الأسترالية من المنطقة قبل وقوع أول تحطم طائرة هليكوبتر كجزء من مهمة استطلاع طويلة المدى عندما سقطت طائرات شينوك. وظلوا غير مدركين في نقطة مراقبة عبر القتال ، وكانوا حاسميين في تنسيق عدة غارات جوية لمنع مقاتلي القاعدة من اجتياح الطائرة المنهارة ، إلى تأثير مدمر. هذا ، بالإضافة إلى تصرفات ضابطين من SASR العاملين مع الفرقة الجبلية العاشرة ، حصل على قائد قوة SASR الأسترالية في أفغانستان، النجم البرونزي الأمريكي لمساهمته البارزة في الحرب على الإرهاب. استخدم الجنود الأستراليون برنامج «الواقع الافتراضي» لبروفة المهام قبل إدخالها ، وهذا ساهم بشكل كبير في إدراكهم الظروف في الظلام والظروف الجوية السيئة. كانت هذه هي المرة الأولى التي تستخدم فيها هذه القدرة في مهمة قتالية حية.
في حوالي الساعة 20:00، تم تهدئة قوة الرد السريع وماكو 30/21 من قمة تاكور غار. ونتيجة لهذا الإجراء ، تم منح كل من الرقيب التقني تشابمان وكبير طيار الطائرة كننغهام صليب الطيران الفخري (الولايات المتحدة) ، وهي ثاني أعلى جائزة للشجاعة. تعتقد مصادر أمريكية وأفغانية أن ما لا يقل عن 200 من مقاتلي طالبان والقاعدة لقوا مصرعهم خلال الهجوم الأولي والبعثة الإنقاذية اللاحقة.
أيضا في 4 مارس ، هاجمت الكتيبة الثانية من الهواء الراكاسانيين في الطرف الشرقي من الوادي ، على الفور تم مهاجمة المرتفعات تحت غطاء أباتشي. وفي الوقت نفسه ، تم إسقاط الكتيبة الثالثة في الطرف الشمالي من الوادي بهدف الربط مع القوات العالقة عند مواقع الإغلاق. بدعم من 16 طائرة أباتشي ، و 5 طائرات هليكوبتر من طراز إيه إتش-1 سوبر كوبرا والعديد من طائرات الهجوم الأرضي إيه-10 ثاندر بولت الثانية؛ قام راكاسان بشكل منهجي بتطهير ما يقدر بـ 130 كهفا و 22 مخبأ و 40 مبنى لتأمين الوادي أخيرًا.

##### مصير روبرتس
ليس من المؤكد ما إذا كان البحار قد توفي على الفور أم قتل على يد جنود متعارضين. هناك احتمال أن روبرتس ألقي القبض عليه من قبل مقاتلي القاعدة ، وأعدم في وقت لاحق مع طلقة واحدة في الجزء الخلفي من الرأس (أظهرت مجموعة من 8-10 مقاتلين تتجمع حول ما بدا أنه جسم ، وكلاهما لاحظوا كل من GRIM 32 وموكا 30 أن جهاز الأشعة تحت الحمراء نشط ، وأظهر شريط فيديو أن المقاتلين الذين يمرون بالأشعة تحت الحمراء يتواجدون حولهم. لم يتم تأكيد هذا التقرير. وقد أكد اللواء فرانك هاجينبك أن مقاتلي القاعدة شوهدوا (على الهواء مباشرة من طائر بريديتور بدون طيار يدور حول القتال) يطاردون روبرتس ، ثم يسحبون جسده بعيدا عن المكان الذي سقط فيه. وأظهرت تغذية أخرى من نفس بريديتور نفخة من الحرارة [من بندقية] والجسم غير واضحة أمامه يسقط. كذلك ، أفاد جنود الرد السريع أن المقاتلين كانوا يرتدون ملابس روبرت ، ويجدون «خوذة بها ثقب رصاصي فيها ، [من الواضح] أن آخر شخص [روبرتس] يرتديها قد أصيب برصاصة في رأسه». تظهر لقطات الطائرة بريديتور بدون طيار أيضا إمكانية أن روبرتس كان على قيد الحياة وقاتل في الذروة بعد أن غادر الفرق بدلا من أن يقتل على الفور كما قال ماكو 30. وشوهد رجل يقاتل في مخبأ ضد أعداء متعددة حتى ضرب من آر بي جي. إذا كان هذا الرجل روبرتس ، استسلم «فقط 45 ثانية قبل ... ظهور رازور 01 على قمة الجبل.» 
ورقة كتبها الكولونيل أندرو ميلاني (القائد السابق لكتيبة العمليات الخاصة رقم 160) والدكتور ستيفن بيدل بعنوان «مطبات التكنولوجيا: دراسة حالة لمعركة تاكور غار» لاحظت أن بريداتور كان في المحطة رقم 90 بعد دقائق من سقوط روبرتس. الصور التي تم تصويرها قبل وصول «بريداتور» تم تصويرها بواسطة كاميرات الأشعة تحت الحمراء GRIM-32. على الرغم من أن هذا لم يتم تأكيده من قبل القادة.

### 10 مارس 2002
يقول الرائد بريان هيلفرتي أن «المعركة الكبرى انتهت قبل ثلاثة أو أربعة أيام». وقامت الولايات المتحدة بإرسل 400 من قواتها إلى القاعدة.

### 12 مارس 2002
استعيض عن الراكاسانيين استنفدت من قبل عناصر جديدة من قسم الجبل 10، الذي استمر في تطهير الطرف الجنوبي من وادي شاه كوت. أطلقت فرق AFO مزيدًا من فرق Recce إلى وادي الخطوط الجوية القريب ، بحثًا عن إرهابيي القاعدة الذين فروا لكنهم لم يعثروا على أي شيء. بحلول يومنا هذا ، وبعد قصف مكثف للطائرات المقاتلة الأمريكية ، اجتاحت القوات الأمريكية والقوات الأفغانية الوادي وأخرجته من قوات المتمردين المتبقية ، مع قتال ضئيل للغاية بحلول 18 مارس. قُتل مجموعه من 8 جنود وبحارة وطيارين امريكيين وجرح 82، بالإضافة إلى العديد من رجال الميليشيات الأفغانية. تختلف التقديرات الأمريكية عن عدد الضحايا الآخرين ، مما يشير إلى سقوط ضحايا بين 500 و 800 ضحية و 14 ضحية مدنية على الأقل. ويقال إن عدداً غير محدد من المتمردين قد نجا من القتال من خلال التضاريس الوعرة.

### 17 مارس 2002
تلقت فرقة العمل 11 معلومات استخباراية حساسة للوقت بأن طائرة عسكرية هندية محتملة كانت تسافر داخل قافلة من مقاتلي القاعدة كانوا يحاولون الفرار بسيارة من شاه كوت إلى باكستان. كانت الطائرة بدون طيار من طراز بريداتور تحت المراقبة ، حيث تم عرض 3 سيارات رباعية الدفع وشاحنة صغيرة وعناصر أمنية كبيرة في المسلح. تم تخصیص عنصر TF 11 لھذه المھمة تشمل فرق سيال من DEVGRU (تم إدارتھا من قبل SEAL الذي قاد مھمة ماکو 30 علی تکور غر) لإجراء موقف للمرکبة ، مع قوة مختلطة من Rangers کالاتصال. استقل المشغلون وفريق CSAR المعين 3 طائرات MH-47E بينما تسلق رينجرز على متن MH-60G بلاك هوك، الذي أطلق من بغرام في الصباح الباكر. صعدت طائرات بوينغ سي إتش-47 شينوك التي تحمل الفرق إلى أهدافها: فقد هبطت الفرق من قيادة شينوك أمام القافلة ، حيث قفز ركابها منها، مما أدى إلى قطع عدد من عناصر القاعدة. إرهابيين؛ غطت الشينوك الثانية الفرق وامتدته بنيران أثناء مروره. أضافت فرقة TF 11 قوتهم النارية. ثم هبطت طائرتان من طراز شينوك واخراج ركابها في مكان قريب ، واتخذ الفرق مواقعهم التي تطل على القافلة. أطلق كل من فريق سيال النار على مقاتلي العدو في تبادل لإطلاق النار ، وسقطت طائرة شينوك الثالثة وفرقها قد خرجوا في مكان قريب للتحقيق في سيارة مشبوهة. انتهت المعركة في دقائق واجمالي المقاتلين القاعدة 18 من مقاتلي القاعدة تم قتل 16، أصيب اثنان بجروح بالغة ، تلقوا الرعاية الطبية واحتجزوا. كان المقاتلون خليطًا من الأوزبك والشيشان والعرب الأفغان وكانوا مجهزين تجهيزًا جيدًا ، واستعاد الفرق الكثير من المعدات العسكرية الأمريكية: القامع الأمريكي الصنع ، وعدد من القنابل المتفجرة الأمريكية التي تم إصدارها إلى TF 11 و Garmin GPS المحمولة باليد ، تعود إلى طاقم رازور 01.

### 18 مارس 2002
يُعلن الجنرال تومي فرانكس عملية آناكوندا في وقت لاحق ، واصفاً إياها بأنها "نجاح كامل وغير مؤهل". نفى مراسل التحقيقات سيمور هيرش الحساب الرسمي ، واصفاً إياه بأنه "في الحقيقة كارثة ، تعاني من الشجار بين الخدمات ، والتخطيط العسكري السيئ". والوفيات التي يمكن تجنبها من الجنود الأمريكيين ، فضلا عن هروب قادة القاعدة الرئيسيين ، ومن المرجح أن يكون من بينهم أسامة بن لادن ".

## التقدير
واجهت العملية مشاكل من البداية. هبطت القوات الأمريكية بالخطأ في وسط الوادي ، بدلاً من الخارج ، وقُبض عليها على الفور في منطقة القتل التابعة لطالبان. في القتال العنيف الذي أعقب إطلاق النار أسقطت طائرتان من طراز شينوك وأصيب عدد آخر من الأشخاص بأضرار بالغة. اكتسبت القوات الأمريكية اليد الطولى في نهاية المطاف ، مما تسبب في وقوع خسائر فادحة في صفوف قوات طالبان وطردهم من الوادي.
في نهاية عملية أناكوندا ، نجحت القوات الأمريكية والقوات الأفغانية في إزالة غالبية وجود القاعدة وطالبان من وادي شاه كوت. وقد عانت القوات الأمريكية من 80 ضحية في العملية ، مما أسفر عن مقتل 8 أشخاص وإصابة 72 آخرين. تتراوح تقديرات ضحايا القاعدة وطالبان من 100 إلى 1000، مع تفضيل القادة الأمريكيين للتقديرات الأعلى والقادة الأفغان الذين يفضلون التقديرات الأقل. تمكن عدد غير معروف من المقاتلين من الفرار من وادي شاه كوت إلى باكستان.
في أعقاب عملية أناكوندا ، توترت العلاقات بين القوات الأمريكية والبريطانية على الأرض عندما انتقدت ستارز آند سترايبس (صحيفة) ، وهي مجلة للقوات الأمريكية وعائلاتهم ، علنا مشاة البحرية الملكية لإعادتهم «خالي الوفاض» من بحثهم عن القاعدة وزعم مقاتلو طالبان أن مساهمة بريطانيا في الحملة كانت «مخيبة للآمال». وكانت العلاقات أكثر توتراً مع التقارير الواردة من عدد من المنشورات التي ربما يكون أسامة بن لادن قد فر منها بسبب تأخر كبير من ساعة H الأصلية لنشر القوات الأمريكية.

### سجل قناص لمسافات طويلة
تم تسجيل الرقم القياسي لأطول قتال قتله قناص خلال عملية أناكوندا من قبل قناص الجيش الكندي كوربوريال روب فورلونغ من المشاة الكندية الخفيفة في الكتيبة الثالثة باتريكيا باتريشيا وتم احتجازه لمدة سبع سنوات حتى تجاوز في عام 2009. باستخدام ماكميلان تاك-50 بندقية من عيار ، قتل فورلونغ مقاتلا من طالبان مسلحا بمسدس رشاش ار بي جي على مسافة أكدت 2430 مترا (1.51 ميل). تم تعيين الرقم السابق البالغ 2310 متر (7580 قدم) قبل بضعة أيام من قبل زميله في الفريق آرون بيري ، أيضا من الكتيبة الثالثة PPCLI.
الفريق المكون من خمسة أفراد ، بما في ذلك جراهام راجزديل ، آرون بيري ، العريف دينيس إيسون ، والعريف روب فورلونغ ، قتل أكثر من 20 من مقاتلي العدو خلال العملية وحصلوا على ميدالية النجمة البرونزية من قبل الولايات المتحدة لخدمتهم.

### عكس الجانب من العملية
كما واجهت عملية أناكوندا نقدًا. وفقا لمقابلة  بعض جنود القوات الخاصة الألمانية KSK ، تم تفصيل الإحاطة ما بعد العملية بحجة بين جنود KSK والجنود الأمريكيين. وقيل ان سبب النزاع كان شكوى بعض الجنود الأمريكيين بأن جنود KSK لم يغيروا موقفهم إلا عندما تعثر راعٍ في مخبئهم بدلاً من قتله.
يقول أحد ضباط سابقين في KSK: "إن الجنود الأمريكيين سيقضون في الواقع على مثل هذه التهديدات. (...) تم الاستشهاد بالألمانيين بأن القوات الأمريكية قد سوت قرى بأكملها خلال عملية أناكوندا:" دعونا نذهب ، حرًا لنهب "(. ونقلت صحيفة "شتيرن" الألمانية عن قائد سابق في "KSK " قوله: "إن صور أبو غريب ، والتعذيب في معسكرات الاعتقال العراقية ، لم تكن مفاجأة لي على الإطلاق".

### ما بعد عملية أناكوندا
بحلول يوليو ، غادرت جميع الوحدات على المستوى التكتيكي من الفرقة الجبلية العاشرة والقسم 101 المحمول جواً ، بما في ذلك تي إف راكاسان ، أفغانستان. وتبعه موظفو المقر الفني التابع للهيئة في مطلع سبتمبر. تم استبدالها بـ CTF 82، التي تشكلت من مقر الفرقة المحمولة جوا 82d وقادها قائد الفرقة ، اللواء جون آر. كان مقر CTF 82 في مطار بغرام ، وتي إف بانثر ، أساس المناورة ، في مطار قندهار. كان تي إف بانثر تحت قيادة العقيد جيمس ل. هوجينز وكان لديه كتائب مشاة من اللواء 3D من الفرقة المحمولة جوا 82d وكتيبة المشاة المرفقة من اللواء الأول للفرقة. كما حصل هوجنز على دعم من المدفعية والطيران والاستخبارات العسكرية والوحدات الأخرى. تم نشر تي إف بانثر في أفغانستان في أواخر يونيو 2002 وخدم في إطار CTF 82 حتى 5 ديسمبر 2002. عند هذه النقطة وصلت تي إف ديفل ، وهي وحدة تم تشكيلها حول اللواء الأول ، الفرقة 82d المحمولة جواً لتتولى القيادة في العمليات الأمنية على المستوى التكتيكي.

## روابط خارجية
- United States Army Center of Military History The U.S. Army in Afghanistan Operation ENDURING FREEDOM
- Defense and National Security Studies نسخة محفوظة 7 مايو 2012 على موقع واي باك مشين.
- Combat Films and Research
- https://web.archive.org/web/20040728014146/http://www.stripesonline.com/
- BBC News: Al Qaeda 'executed US serviceman'
- Strategypage interview of Col. Wiercinski
- Executive Summary of the Battle of Takur Ghar (pdf)
- VFW Magazine: Valor in the Face of the Enemy - Air Force Cross awarded to Senior Airman Jason Dean Cunningham and Tech. Sgt. John Chapman
- Operation Enduring Freedom October 2001 - March 2002